# Шумперк
Шумперк (чеш. Šumperk, нем. Mährisch Schönberg) град је у Чешкој Републици. Град се налази у управној јединици Оломоуцки крај, у оквиру којег је седиште засебног округа Шумперк.

## Географија
Шумперк је моравски град који се налази на реци Десни (чеш. Desná) у југоисточном делу јесењичких планина (чеш. Jeseníky). Због свог положаја на самом крају планина се надима „Капија Јесењика“.

## Становништво
Према подацима о броју становника из 2014. године град је имао 26.806 становника.

## Партнерски градови
- Бад Херсфелд
- Васа
- Ниса
- Прјевидза

## Галерија
- Шумперк
- Трг
- Градска кућа
- Пешачка зона
- Пешачка зона